# Фриз життя
«Фриз життя: поема про кохання, життя і смерть» — цикл робіт норвезького художника Едварда Мунка, задуманий ним з метою відобразити всі основні аспекти людського буття. Перші роботи циклу були створені ним на початку 1890-х років, однак в такому вигляді, яким його задумав художник, фриз демонструвався тільки в 1902 році в галереї Берлінського сецесіону. 
Картини, що розмістилися на чотирьох стінах виставкового залу, становили чотири розділи: «Народження кохання», «Розквіт і захід кохання», «Страх життя» і «Смерть». Серед них були такі відомі роботи Мунка, як «Мадонна», «Крик», «Вечір на вулиці Карла Юхана», «Попіл», «Танець життя» та інші.

## Список картин
Точний перелік картин на берлінській виставці не зберігся і відновлюється за фотографіями і свідченнями очевидців. Крім того, відомо, що художник продовжував переробляти «Фриз»: на наступних виставках картини могли мінятися місцями або замінюватися іншими. Приблизний порядок картин, представлених на берлінській виставці, виглядає так : 

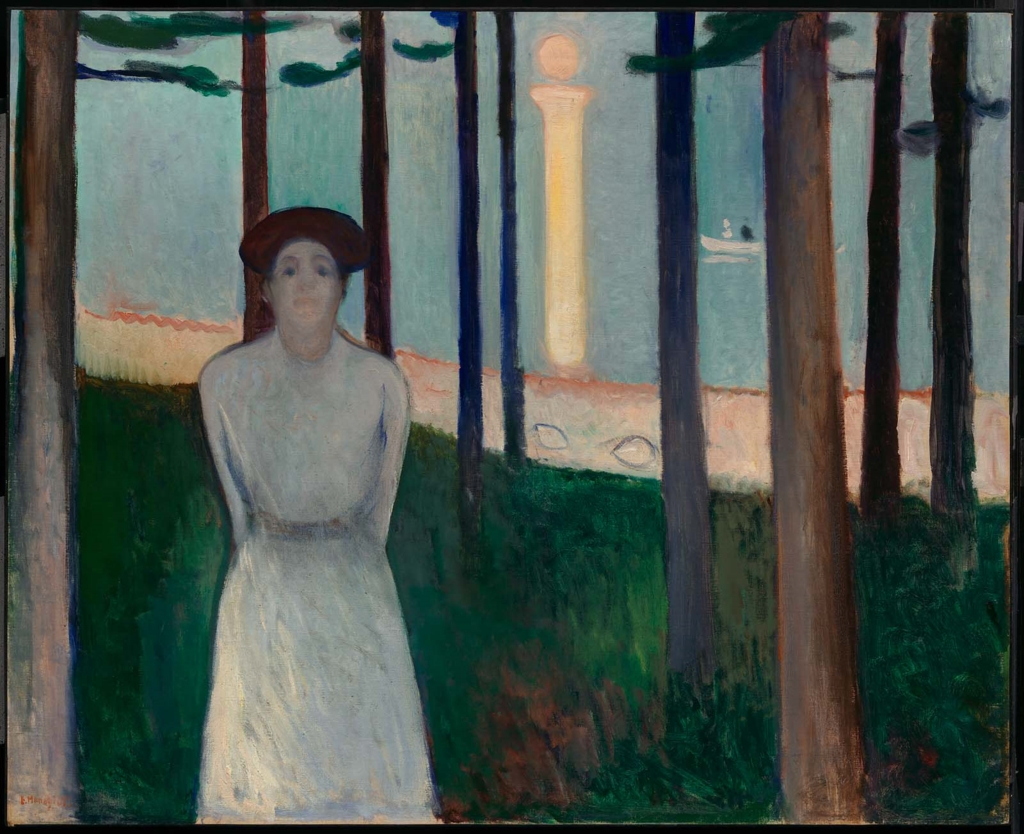
«Голос» (1893)

### Народження кохання

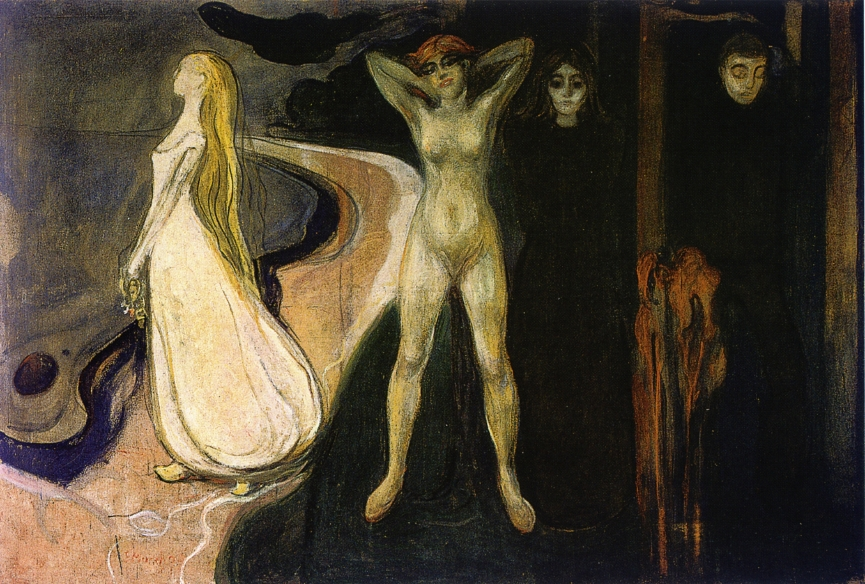
«Три віки жінки» (1893-5)

- Голос (1893)
- Червоне і біле (1894)
- Очі в очі (бл. 1895)
- Танець на березі (бл. 1900)
- Поцілунок (бл. 1892)
- Мадонна (1894)

### Розквіт і захід кохання
- Попіл (1894)
- Вампір (1893)
- Танець життя (1899-1900)
- Ревнощі (1895)
- Сфінкс (Три віки жінки) (1893-95)

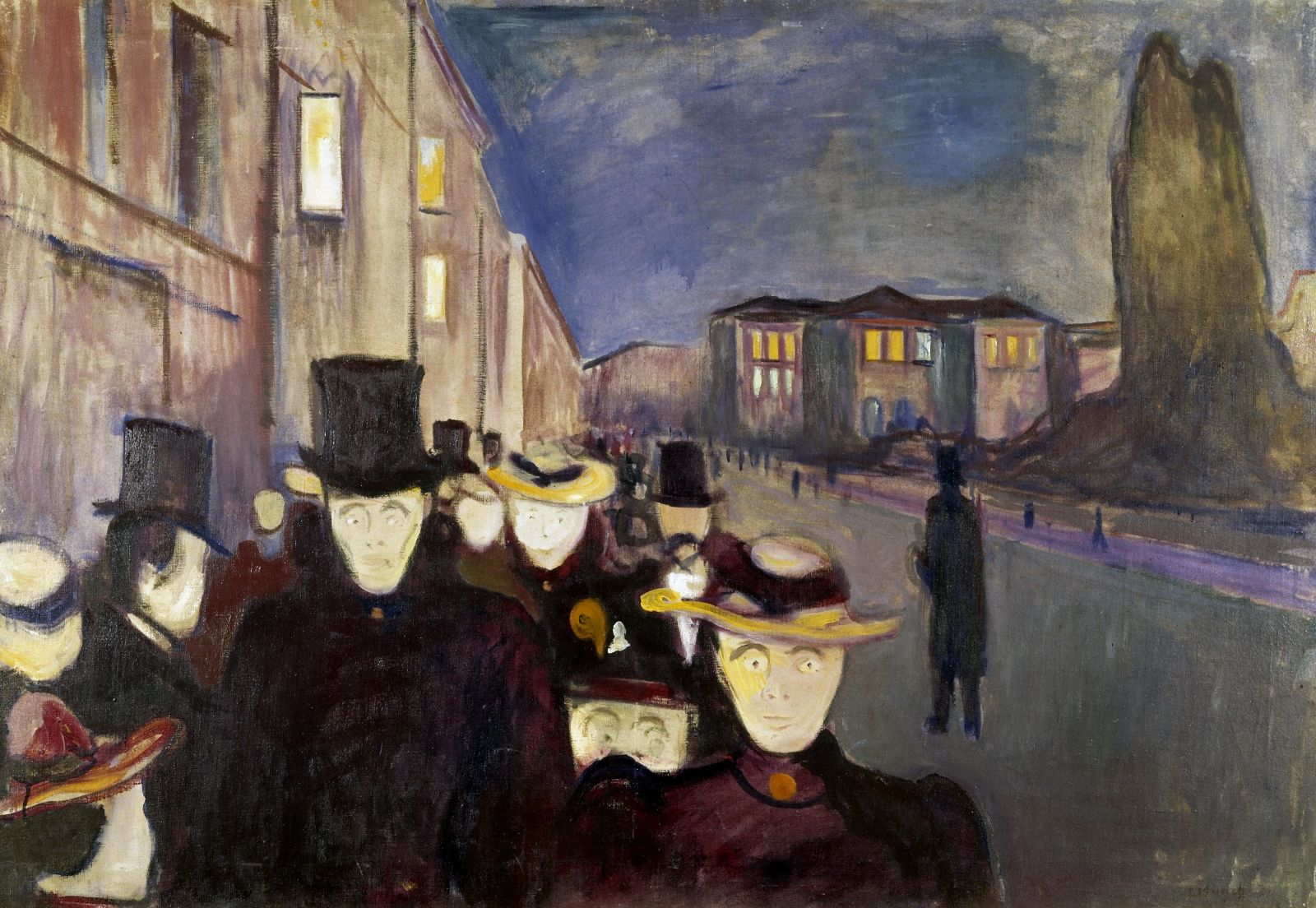
«Вечір на вулиці Карла Юхана» (1894)

- Меланхолія (1894-95)

### Страх життя
- Тривога (1894)
- Вечір на вулиці Карла Юхана (1894)

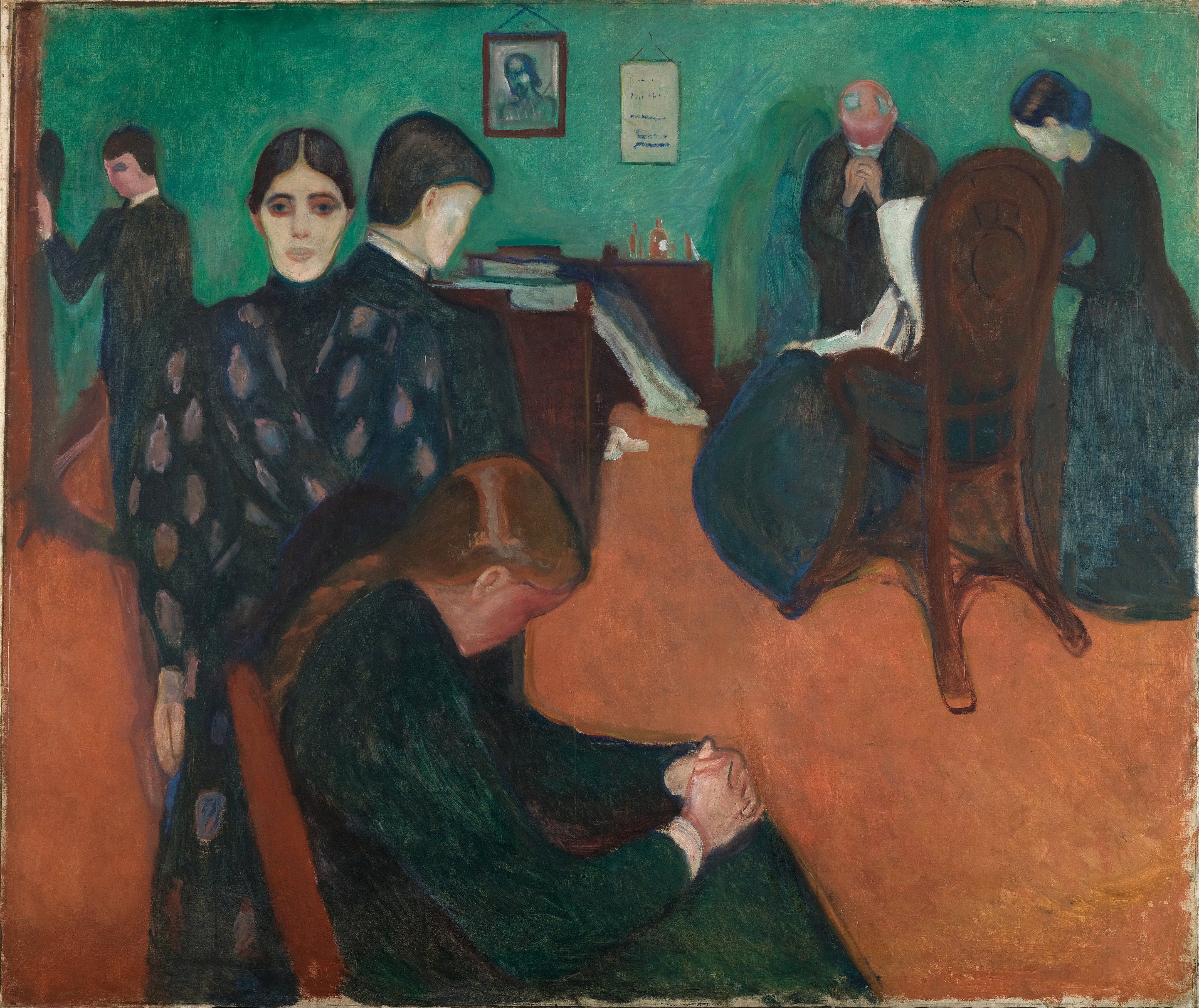
«Смерть у кімнаті хворого» (1893)

- Червоний плющ (1898-1900)
- Голгофа (бл. 1900)
- Крик (1893)

### Смерть
- При смертному ложі (Агонія) (1895)
- Смерть у кімнаті хворого (1893)
- Катафалк на Потсдамській площі (1902, згодом виключена з експозиції)
- Обмін речовин (1898)
- Дівчинка біля ліжка померлої матері (1893-99)